# Maria-Eich-Kapelle (Erpfting)

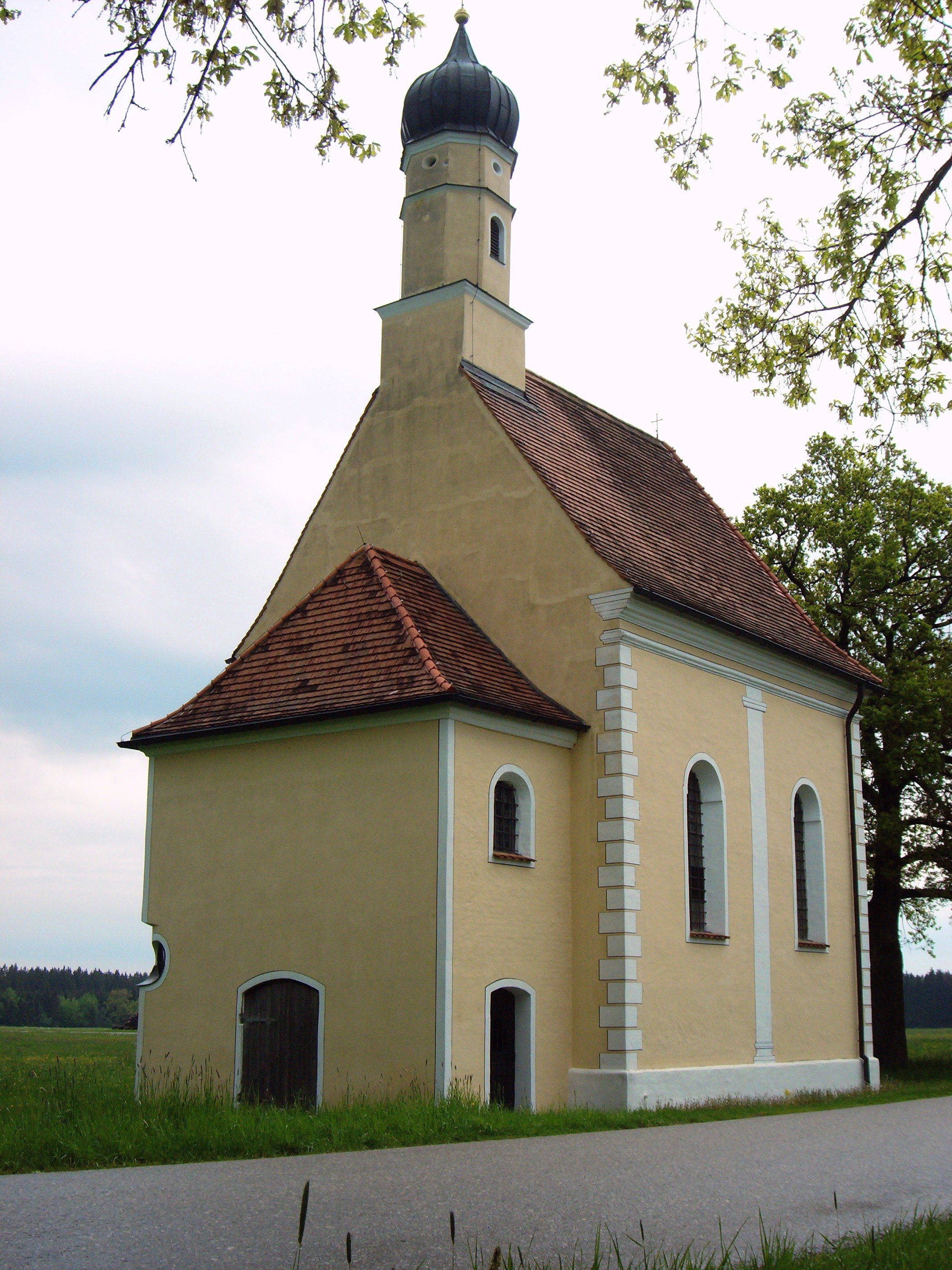
Maria-Eich-Kapelle in Erpfting

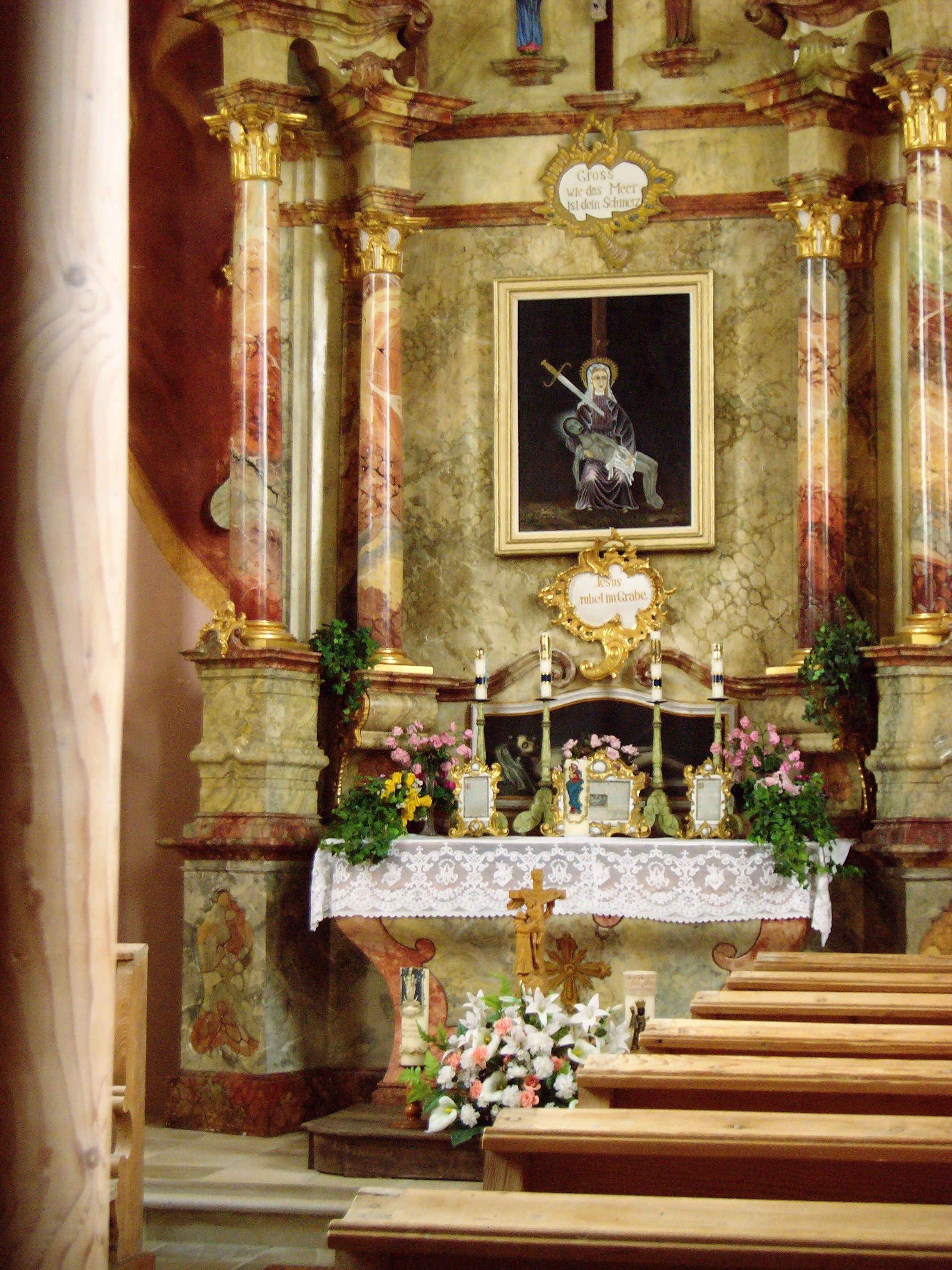
Altar

Die römisch-katholische Wallfahrtskapelle Maria Eich steht in Erpfting, einem Gemeindeteil von Landsberg am Lech im oberbayerischen Landkreis Landsberg am Lech. Das Bauwerk ist in der Liste der Baudenkmäler in Landsberg am Lech als Baudenkmal unter der Nr. D-1-81-130-409 eingetragen. Die Kapelle gehört zur Pfarreiengemeinschaft Igling im Dekanat Landsberg des Bistums Augsburg.

## Beschreibung
Die Wallfahrtskapelle wurde 1696/97 nach einem Entwurf von Johann Schmuzer gebaut. Sie besteht aus dem Langhaus, dem halbrund geschlossenen Chor im Nordosten und dem Vorzeichen vor der Fassade im Südwesten. Aus dem Satteldach des Langhauses erhebt sich ein quadratischer Dachreiter, der sich mit achteckigen Geschossen fortsetzt und mit einer Zwiebelhaube bedeckt ist. 
Im Innenraum befindet sich eine Deckenmalerei von 1762, auf der Judith und Holofernes dargestellt sind. 1696 wurde der von Lorenz Luidl gestaltete Hochaltar aufgestellt, der von den Skulpturen des Antonius von Padua und des Leonhard von Limoges flankiert wird.